# Kertesi Ignác
Kertesi Ignác (Budapest, 1923. szeptember 30. – 1985) labdarúgó, csatár. Születési neve: Kozka Ignác, másod unokatestvérek voltak Hidegkuti Nándorral.

## Pályafutása
A Pereces TK csapatában kezdte a pályafutását. 1948 és 1953 között a Győri ETO labdarúgója volt. A győri együttesben 1948. augusztus 29-én mutatkozott be a Szegedi AK ellen, ahol csapata 3–0-s győzelmet aratott. Összesen 124 élvonalbeli bajnoki mérkőzésen lépett pályára és 63 gólt szerzett győri színekben. A negyedik legeredményesebb győri góllövő az NB I-ben.